# Большое Казариново
Большо́е Каза́риново — село в Большеболдинском районе Нижегородской области, в составе сельского поселения Большеболдинский сельсовет.
Село расположено на левом берегу речки Азанки, в 2 км от районного центра (по автодороге).

## Население
| Год             | 1859 | 1895 | 1916 | 1925  | 1989 | 2002 | 2010 |
| --------------- | ---- | ---- | ---- | ----- | ---- | ---- | ---- |
| Население, чел. | 524  | 758  | 947  | 1 035 | 718  | 609  | 201  |
| Мужчины         | 267  | 372  | ?    | ?     | 329  | 279  | 97   |
| Женщины         | 257  | 386  | ?    | ?     | 389  | 312  | 104  |

## История

### Возникновение и название
Казариновские земли, как и вся округа, заселялись во второй половине XVI века.
Своё название село получило по имени одного из первых владельцев.
В «Арзамасских поместных актах» за 1606 год упоминается владелец Казарин Нефедьев, а селение, основанное им, называлось Нефедьево, Казариново тож.
Некоторые признаки говорят о том, что современное Большое Казариново было основано позднее, чем первоначальное Нефедьево, возможно, в другом месте и путём переселения крестьян.
На это указывают изменения в названии: в 1736 году оно называется Новое Казариново, а в конце XVIII века — уже Большое Казариново.
Только в Большом Казаринове «цокают», и только в нём существует гончарный промысел. В окружающих селениях ни «цоканья», ни гончарного ремесла нет.
Можно предположить, что сейчас в селе живут потомки вывезенных в XVII—XVIII веках откуда-либо крестьян — белорусов, украинцев, литовцев. Таких сёл немало в Нижегородской области и на территории современного Большеболдинского района. К тому же именно там — в Белоруссии, Западной Украине, Прибалтике — впервые узнали способ лощения и томления керамики в IV веке новой эры.

### История владения
В 1624—1626 годах частью казариновской земли владел Фёдор Фёдорович Пушкин, о чём упоминается в копии с отказной книги 1800 года на «движимое и недвижимое имение» Елизаветы Львовны Солнцевой:
...за Федором Федоровым сыном Пушкиным жеребеи в деревне Нефедьеве, Казариново тож... межа деревни Нефедьева стольника Никиты Бобарыкина с Федором Пушкиным той же деревни Нефедьевой по урочищам... по правую сторону земля Федора Пушкина, а по левую сторону Никиты Бобарыкина...
Ф. Ф. Пушкин в 1641 году, выдавая свою дочь Анастасию за князя Ивана Андреевича Хованского, отдаёт казариновскую вотчину в качестве приданого.
С этого времени имение числилось за князем Хованским. За участие в заговоре в 1682 году Хованский был казнён, и казариновское поместье было отдано его вдове княгине Анастасии.
Несколько лет спустя она продала имение Борису Львовичу Саблукову, после смерти которого Казариново перешло его зятю князю Василию Машкову.
В 1731 году казариновские земли купил полковник Сергей Васильевич Чебышев.
В начале XIX века Большим Казариновым владеет В. Ф. Чебышева.
В имении числится 138 десятин земли и 330 крепостных (мужчин).
В середине XIX века имение покупает владелец половины Большого Болдина Сергей Васильевич Зыбин.
В это время в селе 52 двора и 330 душ, на конец века — 120 дворов.

### Церковь
Первая церковь в Большом Казаринове была построена в 1744 году владельцем села полковником Сергеем Васильевичем Чебышевым.
Храм был деревянным, однопрестольным, и был освящен в честь Преподобного Сергия Радонежского чудотворца.
Но эта церковь сгорела от грозы, и вместо неё в 1860 году была построена новая, также деревянная и однопрестольная.
По сведениям адрес-календаря Нижегородской епархии, в это время в церковном приходе насчитывалось 307 мужчин и 309 женщин.
Церковной земли значилось 34 десятины, имелся дом для причта.
К настоящему времени церкви в селе не сохранилось.

## Гончарный промысел

### Возникновение промысла и легенда
История изготовления чернолощёной керамики в Большом Казаринове начинается, по данным археологических раскопок, с XVI века. Да и сами местные жители утверждают, что изготовление глиняной посуды у них началось с незапямятных времён.
Относительно предпосылок возникновения промысла интересно мнение Н. И. Руновского, нижегородского краеведа конца XIX века:

Что касается причинъ его возникновенія, то на нѣкоторыхъ основаніяхъ можно думать, что промыселъ возникъ здѣсь въ слѣдствіе трудолюбія жителей и обилія въ матеріалѣ, необходимомъ для гончарнаго производства. Кромѣ того его возникновению способствовала, по всей вѣроятности, настоятельная нужда окрестныхъ селеній въ посудѣ...
Древность промысла (равно как и факт переселения казариновцев) нашла отражение и в местной легенде:

В давнюю пору в селе Покровском (ныне Черновское) жил барин со своим сыном. В прислугах у них служила черница (крепостная), и была у неё дочь-красавица, которую звали Казара. Сын барина и Казара полюбили друг друга, но жениться не могли. Барин решил помочь сыну: выделил чернице и её дочери небольшой надел на месте села Казаринова. Там и поселились крепостные. Сюда переехала и Казара с матерью. Со временем село стало называться по её имени Казариново. Когда Казара и сын барина поженились, то они из села уехали, а вот крепостные остались. Им понравилось место — лес, речка. На горе вблизи обнаружили первые казариновцы глину, стали делать из неё посуду.

### Описание промысла
Изготовление посуды на протяжении веков велось традиционно.
Для изготовления чернолощёной керамики казариновские мастера употребляли особую синюю глину, которую брали в определённом месте, на правом берегу речки Азанки.
В настоящее время здесь сохранились ямы и другие следы прежних раскопов.
Рыли глину постоянно, но прежде всего зимой, когда можно было не опасаться обвала земли.
Прежде чем приступить к работе, глину приготавливали специальным образом: из общей массы брали кусок и клали на каменную плиту, разбивали обухом.
После того, как глина была приготовлена, на ручном круге начиналось изготовление посуды.
Современный ножной круг появился в Большом Казаринове только в 30-х годах XX века.
Избы в Казаринове, как правило, строились выше обычных крестьянских, так как наверху по стенам устраивались полки для сушки посуды.
Печи в избах клались больше обычных размеров — для использования при закаливания посуды.
Работали гончары в тех же избах, где сохла посуда. Здесь же хранились запасы глины.
Гончарным промыслом занимались в Казаринове в основном мужчины, но в отдельных процессах принимали участие и женщины.
Изготовленную посуду складывали на полки, где она подсыхала 5—6 дней.
После чего её обрабатывали, а затем приступали к обжигу.

### Отличительные особенности
Значимость казариновской керамики заключается не только в многообразии и классической выверенности форм, но и в совершенном традиционном орнаменте.
Узор на посуде мог быть разным: от совсем простых вертикальных линий до сложного геометрического рисунка.
Растительные и антропоморфные мотивы почти не использовались.
Чаще всего рисунок представлял собой сочетание самых простых мотивов — ёлочка, сетка, параллельно идущие прямые линии, неровные спиралевидные завитки.
Изделия казариновских мастеров:

1 — кринка;
2 — кувшин;
3 — квасник;
4, 5 — корчаги;
6 — кумган;
7 — дойник;
8 — урыльник;
9 — горшок;
10 — ушан;
11 — кашник;
12 — блюдо.
Среднюю часть кувшина или кринки обычно покрывали параллельными линиями, завитками, полукружиями, ёлочкой.
Нижнюю часть украшали довольно плотной сеткой пересекающихся или параллельных линий и отделяли от средней части линией-пояском или даже несколькими лощёными или выпуклыми поясками.
Верхняя часть кувшина могла быть и орнаментально богатой, но чаще всего её покрывали поясками, ёлочкой, параллельными линиями.
Горлышко изделия оставляли без орнамента или делали ряд выпуклых поясков.
Очень часто у казариновских изделий горлышко расширено кверху.
На мисках и блюдцах, как правило, преобладали горизонтальные линии.

### Промысел в XX веке и в наши дни
В XX веке, в связи с промышленным производством посуды, казариновский промысел стал постепенно угасать.
В 70-е годы XX века председателем местного колхоза «Борьба» Иваном Егоровичем Клюевым было принято решение поставить местный промысел на производственную основу и открыть в хозяйстве гончарный цех.
В цехе постоянно трудилось 5—6 умельцев, а продукцию развозили по всей округе.
В начале 90-х цех был передан одному из молодёжных центров Нижнего Новгорода, а потом и вовсе закрыт.
В настоящее время в Большом Казаринове гончаров почти не осталось.
Сейчас полюбоваться на казариновскую керамику можно в сельской библиотеке, где местной заведующей собрана целая коллекция изделий, а также в Большеболдинском выставочном зале, где в 2008 году открылась «Комната народных промыслов».
В небольшом помещении размещена экспозиция из нескольких десятков старинных и современных чернолощёных изделий, установлен старый ручной гончарный круг.

## Современность
В настоящее время в Большом Казаринове имеются детский сад, дом культуры, магазин.